# Choc River
Der Choc River ist ein Fluss an der Westküste der Karibikinsel St. Lucia. Er trägt den Namen der gleichnamigen Bucht.

## Geographie
Der Fluss entspringt im Grenzgebiet der Quarter Castries und Gros Islet, im Tal von Almondale-Balata-Cabiche. Er verläuft nach Nordwesten, wo der Alain Bousquet Higway seinem Verlauf folgt und passiert auch den Union Orchid Garden. Im Unterlauf, kurz vor der Mündung in die Choc Bay gibt es am Morne Serpent einen Steinbruch. Dort erhält er Zufluss durch den kleinen Gazons River. Dann überquert der Castries-Gros Islet-Highway den Fluss und er mündet ins Karibische Meer.